# 1, 2, 3, 4 - Bullenstaat!
1, 2, 3, 4 - Bullenstaat! ("1, 2, 3, 4 - Estado policial") es el decimotercer álbum de Die Ärzte, este EP fue vendido únicamente en conciertos y en el club de fanes. Incluye algunos covers de punk rock, y una versión más rápida de «Paul». El nombre de la banda aparece en el cover como Die Ärezte y en el librito como Eure Ärezte.

## Lista de canciones
1. «Lest die Pravda» (12XU) [Leed la Pravda] (Gilbert, Lewis, Newman, Gotobed (Wire)) - 1:20
2. «Ihr Helden» [Vosotros los héroes] (Peter Blümer (Hass)) - 1:26
3. «I Hate Hitler» [Odio a Hitler] (Stephane Larsson (Buttocks)) - 0:40
4. «Samen im Darm» [Semen en el intestino] (Michael Reimann, Frank Bekedorf, Frank Schrader, Thomas Tier (Cretins)) - 3:03
5. «BGS» (Stephane Larsson (Buttocks)) - 1:04
6. «Kein Problem» [Ningún problema] (Illing, Horst/Wehmer, Ernst, August (Rotzkotz)) - 2:58
7. «Tittenfetischisten» [Fetichistas de las tetas] (Brutal Glöckel Terror) - 0:16
8. «Paul» (Urlaub) - 3:00
9. «So froh» [Tan feliz] (DP/Timo Bluck, Detlef Diederichsen (Ede & die Zimmermänner)) - 0:25

- Datos: Q4545715